# Claude MacDonald
Claude Maxwell MacDonald, född den 12 juli 1852, död den 10 september 1915, var en brittisk diplomat.
MacDonald var först officer i brittiska armén och deltog i fälttågen i Egypten 1882 och 1884. Han blev 1887 brittisk agent och generalkonsul i Zanzibar och 1891 styresman ("commissioner") i Sydnigeria. MacDonald var 1895–1900 envoyé i Peking och 1900–1912 sändebud (från 1905 ambassadör) i Tokyo. I Peking organiserade han vid boxarupproret 1900 försvaret av legationerna. Han erhöll samma år knightvärdighet.